# 长白高山芹
长白高山芹（学名：Angelica nakaianum）为伞形科当归属的植物。分布于朝鲜以及中国大陆的吉林等地，生长于海拔2,000米的地区，见于高山草原地带，目前尚未由人工引种栽培。

## 别名
白山芹（东北植物检索表）